# Plants vs. Zombies: Garden Warfare
Plants vs Zombies: Garden Warfare là trò chơi video bắn súng góc nhìn thứ ba và phòng thủ tháp do PopCap Games phát triển và Electronic Arts phát hành. Đây là trò chơi thứ ba trong loạt Plants vs. Zombies, mục tiêu cơ bản xoay quanh việc thực vật bảo vệ loài người khỏi cuộc xâm lược của thây ma. Trong trò chơi, người chơi đảm nhận quyền kiểm soát Thực vật hoặc Thây ma và chiến đấu trong nhiều chế độ nhiều người chơi hợp tác và cạnh tranh khác nhau. Sau khi hoàn thành các trận đấu và mục tiêu, người chơi kiếm tiền để mua các nhãn mở khóa các vật phẩm tùy chỉnh và biến thể của nhân vật.
PopCap Games bắt đầu phát triển Garden Warfare vào đầu năm 2012. Họ quyết định bỏ qua nguồn gốc phòng thủ tháp của loạt và sử dụng trò chơi để giới thiệu loạt tới nhiều đối tượng hơn. Nhóm lấy cảm hứng từ các game bắn súng theo đội khác với hình ảnh đầy màu sắc, chẳng hạn như Team Fortress 2. Họ phải đối mặt với những thách thức khác nhau khi thiết kế tám lớp trò chơi. Game sử dụng công cụ Frostbite 3 và nhóm cũng đã hợp tác chặt chẽ với nhà phát triển của Frostbite là EA DICE khi triển khai công nghệ đó.
Trò chơi đã được tiết lộ tại E3 2013 và phát hành tháng 2 năm 2014 dưới dạng tiêu đề ngân sách cho Xbox 360 và Xbox One. Tiếp theo là các bản phát hành trên Microsoft Windows, PlayStation 3 và PlayStation 4. Trò chơi đã nhận được sự đón nhận tích cực từ các nhà phê bình, với lời khen ngợi dành cho giai điệu vui tươi, hình ảnh nghệ thuật, phong cách chiến đấu và thiết kế nhân vật nhưng bị chỉ trích về sự thiếu độc đáo và nội dung cũng như diễn biến của trò chơi. Trò chơi được hỗ trợ bởi một số phần nội dung có thể tải xuống miễn phí khi phát hành. Đến tháng 11 năm 2015, hơn tám triệu người chơi đã chơi trò chơi này. Phần tiếp theo, Plants vs. Zombies: Garden Warfare 2 phát hành tháng 2 năm 2016.

## Lối chơi

Thực vật có thể đặt các cây phòng thủ cố định trên các chậu hoa để hỗ trợ chiến đấu.

Garden Warfare là trò chơi bắn súng góc nhìn thứ ba dựa trên đội, nơi người chơi điều khiển Thực vật hoặc Thây ma trong môi trường nhiều người chơi hợp tác hoặc cạnh tranh. Trò chơi có tám lớp, bốn lớp cho một trong hai phe. Peashooter và Foot Soldier đóng vai trò là những nhân vật chung trên mặt đất; Hướng dương, Nhà khoa học và Kỹ sư đóng vai trò là nhân vật hỗ trợ; Chomper và All-Star là những nhân vật tham gia chiến đấu cận chiến và Cacti là những tay súng bắn tỉa. Ngoài khả năng bắn súng góc nhìn thứ ba bình thường, mỗi lớp còn có ba khả năng đặc biệt. Chẳng hạn, Peashooters có thể triển khai Bom ớt để khởi động một cuộc tấn công khu vực có hiệu lực, trong khi Chomper có thể đào hang dưới lòng đất và phục kích một thây ma từ bên dưới. Như một phần bổ sung cho chiến đấu, hầu hết các bản đồ đều có rải rác "Chậu hoa" và "Đống xương"; từ những thứ này, Thực vật có thể đặt các cây phòng thủ cố định trong khi Thây ma có thể sinh ra những xác sống nhỏ hơn tự đi lang thang trên bản đồ. Điều này thêm yếu tố PvE vào hầu hết các chế độ trò chơi, nếu không thì PvP. Các đơn vị này được trí tuệ nhân tạo (AI) điều khiển và tiêu thụ khi sử dụng. Người chơi kiếm xu, một dạng tiền tệ trong trò chơi, bằng cách hoàn thành các mục tiêu, hồi sinh đồng đội hoặc tiêu diệt kẻ thù.

### Chế độ chơi
Trò chơi có chế độ hợp tác và một số chế độ nhiều người chơi cạnh tranh. Garden Ops có tối đa bốn người chơi điều khiển các Cây bảo vệ khu vườn qua mười đợt zombie, với một số đợt là sóng trùm trong đó máy đánh bạc sẽ sinh ra các nhân vật trùm khác nhau hoặc thưởng cho người chơi bằng tiền xu. Sau đợt cuối cùng, cây phải chạy đến điểm khai thác và tồn tại cho đến khi chúng được sơ tán. Trong Chế độ Boss, người chơi có thể nhập vai Tiến sĩ Zomboss hoặc Crazy Dave (tương ứng với Zombies và Plants) bay lượn trên cao trên chiến trường trong một cỗ máy bay và gửi hỗ trợ cho người chơi dưới mặt đất bằng cách kích hoạt quét radar, hồi máu, hồi sinh đồng đội đã ngã xuống và tiến hành các cuộc không kích. Chế độ này khả dụng cho người dùng Xbox SmartGlass và Kinect. Người chơi PlayStation 4 và Xbox One cũng có quyền truy cập vào chế độ hợp tác màn hình chia nhỏ, trong đó hai người chơi tham gia chiến đấu chống lại làn sóng thây ma bất tận.

## Phát triển
Garden Warfare có nguồn gốc từ một ý tưởng trò chơi nội bộ do một nhóm nhỏ phat triển nên tại nhà phát hành game nổi tiếng Electronic Arts. Tin rằng khái niệm này sẽ hoạt động tốt trong trò chơi Plants vs. Zombies, nhóm đã sản xuất một nguyên mẫu. Sau khi nguyên mẫu của họ hoàn thành, PopCap Games của Vancouver, Canada, đã hợp nhất nhóm và bắt đầu phát triển vào đầu năm 2012. Nhóm phát triển hy vọng sẽ sử dụng Garden Warfare để giới thiệu loạt đến nhiều đối tượng hơn. Họ tránh làm một trò chơi phòng thủ tháp 2D và thay bằng một thể loại khác. Tiền đề ban đầu của trò chơi là để thực vật và thây ma chiến đấu với nhau. Nhóm đã đưa ra các khả năng chơi khác nhau, chẳng hạn như tạo thế giới mở hoặc trò chơi hành động một người chơi. Cuối cùng, nhóm đã quyết định biến nó thành trò chơi tập trung vào nhiều người chơi vì tính ngẫu nhiên của chế độ nhiều người chơi—chơi với bạn bè hoặc người lạ—khiến game trở nên thú vị hơn. Nhóm tuyển dụng những nhân viên từng làm việc trên các trò chơi hành động và bắn súng khác, cũng như những người đã từng làm việc nhiều với công cụ Frostbite. Họ cũng hợp tác chặt chẽ với EA DICE khi lặp lại công nghệ của trò chơi.
Đối tượng chính của trò chơi là những người thích trò chơi hành động và những người yêu thích dòng Plants vs. Zombies. Giai điệu của trò chơi không nghiêm túc và nghiệt ngã như các game bắn súng khác như Call of Duty và Battlefield. Điều này cho phép người chơi chỉ cần "ngồi xuống, tận hưởng trò chơi và cười sảng khoái" vì tính nhẹ nhàng của nó. Nhóm đảm bảo rằng tinh thần đồng đội, cân bằng giữa lối chơi và kỹ năng là những trụ cột quan trọng trong lối chơi, tương tự như các trò chơi hành động truyền thống. Để giới thiệu chiều sâu chiến thuật của trò chơi trong khi vẫn duy trì cảm giác vui tươi, nhóm đã lấy cảm hứng từ các game bắn súng theo đội khác có hình ảnh đầy màu sắc như Team Fortress 2. Ngoài ra, nhóm cho phép người chơi sinh ra các loại cây và thây ma cố định nhằm hỗ trợ chiến đấu. Một cách khác để game mang tính chiến thuật hơn là giới thiệu các biến thể nhân vật. Mỗi nhân vật có số liệu thống kê độc đáo, làm thay đổi một chút trải nghiệm chơi trò chơi.
Khi chọn các loại cây có thể chơi được từ danh sách các nhân vật trong loạt Plants vs. Zombies, nhóm đã chọn các nhân vật dựa trên đường đạn, bao gồm Peashooter và Cactus. Các nhân vật sẽ trông rất "ngầu" và "hài hước" nhằ mục đích thu hút người chơi muốn mở khóa chúng. Các nhân vật khác đã xuất hiện trong các trò chơi Plants vs. Zombies trước đó đã trở lại dưới dạng cây trồng trong chậu hoặc thây ma do trí thông minh nhân tạo điều khiển. Về khía cạnh lối chơi, thực vật là nhân vật phòng thủ, trong khi thây ma có nhiều kỹ năng và khả năng tấn công hơn. Nhóm phải đối mặt với nhiều thách thức hơn khi thiết kế thây ma hơn là thực vật vì tất cả các loại cây đều dễ dàng phù hợp với lối chơi khác với nguyên mẫu, trong khi thây ma có nhiều lối di chuyển hơn trong trò chơi gốc. Nhóm đã phải tạo ra một dàn nhân vật đa dạng để phù hợp với các lớp trò chơi khác nhau. Nhóm cũng phải đối mặt với những thách thức khi tạo ra âm thanh của thực vật; những thứ này là "trừu tượng" khi so sánh với các hành động của chúng trên màn hình.

## Phát hành
Electronic Arts chính thức tiết lộ trò chơi tại Electronic Entertainment Expo 2013. Trò chơi ban đầu được xây dựng cho Microsoft Windows và Xbox 360, mặc dù trở thành độc quyền trên Xbox One với thời gian hạn chế khi hợp tác với Microsoft Studios. PopCap gọi quá trình chuyển đổi từ Xbox 360 sang Xbox One là "sự chuyển giao tự nhiên" vì nhóm phát triển có quy mô nhỏ, chưa chuẩn bị sẵn sàng để khởi chạy trò chơi trên nhiều nền tảng. Ban đầu được ấn định phát hành dưới dạng tiêu đề ngân sách vào giữa tháng 2 năm 2014, trò chơi đã bị trì hoãn một tuần đến ngày 25 tháng 2 ở Mỹ và ngày 27 tháng 2 ở châu Âu. Phiên bản Windows phát hành tháng 6 năm 2014 thông qua nền tảng phân phối Origin của EA. Phiên bản Digital Deluxe, bao gồm các vật phẩm thưởng trong trò chơi, cũng mở bán. Trò chơi phát hành cho PlayStation 3 và PlayStation 4 vào tháng 8 năm 2014. Các phiên bản này có chơi từ xa với PlayStation Vita cũng như trang phục dựa trên các nhân vật của Sony bao gồm Ratchet, Clank, Sly Cooper và Fat Princess. Trò chơi đã trở thành một phần của EA Access, dịch vụ đăng ký của EA trên Xbox One, vào tháng 10 năm 2014.
Mặc dù PopCap tiết lộ rằng microtransaction sẽ không khả dụng khi trò chơi ra mắt; chức năng này đã được thêm vào trò chơi vào tháng 4 năm 2014. Bằng cách tiêu tiền trong thế giới thực, người chơi kiếm được nhiều xu trong trò chơi hơn. Công ty cũng hỗ trợ trò chơi sau khi tựa game ra mắt bằng cách phát hành một số phần nội dung tải xuống miễn phí, bao gồm những phần sau:
- Garden Variety Pack: giới thiệu Gnome Bomb, bổ sung bản đồ, nâng cấp nhân vật mới và các tùy chọn tùy chỉnh, gói phát hành trên toàn thế giới ngày 8 tháng 3 năm 2014.[31]
- Zomboss Down Pack: giới thiệu bản đồ Cactus Canyon cho Gardens và Graveyard, các biến thể nhân vật mới, tăng giới hạn cấp độ cho mọi lớp và các tùy chọn tùy chỉnh mới.[32] Gói phát hành ngày 16 tháng 4 năm 2014.[33]
- Tactical Taco Party Pack: giới thiệu bản đồ Jewel Junction, chế độ trò chơi Vanquish Confirmed mới, danh sách 8v8 mới cho Chế độ hỗn hợp. Gói cũng bao gồm hai biến thể nhân vật có thể chơi được là Berry Shooter và Citrus Cactus, cả hai đều được Aquafina FlavorSplash tài trợ. Gói phát hành ngày 1 tháng 7 năm 2014.[34]
- Suburbination Pack: giới thiệu bản đồ Crash Course, chế độ trò chơi Suburbination, trùm mới và các thử thách cho Garden Ops, gói tùy chỉnh nổi bật cho tất cả các nhân vật và nhân vật 'Plasma Pea' mới, được thiết kế bởi người chiến thắng của một cuộc thi cộng đồng. Gói phát hành ngày 12 tháng 8 năm 2014.[35]
- Cheetos Pack: có sẵn với các túi Cheetos được đánh dấu đặc biệt tại các cửa hàng Target của Hoa Kỳ,[36] giới thiệu hai biến thể nhân vật mới, 'Chester Chomper' và 'Dr. Chester', dựa trên các linh vật Cheetos, Chester Cheetah.[37] Nội dung này đã sớm có sẵn để mọi người đổi lấy dưới dạng 2 gói hình dán miễn phí, 1 gói cho mỗi biến thể.
- Legends of the Lawn Pack: có bảy biến thể nhân vật mới, bao gồm Centurion và Jade Cactus, bộ tùy chỉnh mới và vật phẩm AI, làn sóng Garden Ops mới và chế độ trò chơi Taco Bandits; cũng bao gồm Gói Suburbination dành cho PlayStation. Gói phát hành ngày 30 tháng 9 năm 2014.[38]

## Đón nhận
Garden Warfare nhận được sự đón nhận tích cực. Các nhà phê bình cảm thấy đây là một game bắn súng nhiều màu sắc với sự hấp dẫn và hài hước, và giai điệu vui tươi của nó là một trong những điểm mạnh nhất. Một số nhà phê bình cảm thấy rằng nó đã chuyển đổi thành công Plants vs. Zombies sang đối tượng khán giả mới và rộng hơn với sự thay đổi thể loại, và công nhận PopCap đã tạo ra một game bắn súng khá thành công trong lần thử đầu tiên của họ. Các nhà phê bình ca ngợi PopCap vì đã không đào sâu hơn tiền đề ngớ ngẩn của loạt là thực vật bảo vệ thây ma.  Nhiều người đánh giá chỉ trích số lượng bản đồ và ít chế độ nhiều người chơi, với Carolyn Petit của GameSpot nói rằng nội dung quá ít ngay cả đối với một tựa game giá rẻ. Trò chơi được ca ngợi là hiệu quả, máy móc hoạt động chắc chắn và chính xác, với việc Gies ghi nhận di sản mà nó đã chia sẻ với loạt Battlefield của DICE.
Các nhà phê bình có ý kiến trái chiều về các chế độ của trò chơi, nhận xét rằng chúng hào nhoáng và thiết thực, nhưng nhìn chung thiếu sự đổi mới và sáng tạo. Chế độ nhiều người chơi hợp tác của Garden Ops được Hollander Cooper từ GamesRadar mô tả là một bản sao đông đảo của Gears of War, mặc dù ông nghĩ rằng khái niệm này đã được chuyển đổi tốt. Petit đồng ý với ý đó, viết rằng bà cảm thấy nó giống với thể loại gốc là phòng thủ tháp. Tuy nhiên, bà nhận xét rằng chế độ này kém thú vị hơn khi so sánh với các chế độ nhiều người chơi cạnh tranh vì người chơi chỉ chiến đấu với kẻ địch do AI điều khiển. Jon Denton từ Eurogamer coi Garden Ops là phần giới thiệu về hệ thống của trò chơi và cảm thấy rằng chế độ này không quan trọng. Hai chế độ nhiều người chơi cạnh tranh cũng nhận được nhiều ý kiến trái chiều từ các nhà phê bình. Brian Albert từ IGN gọi các chế độ này là "tiêu chuẩn" và Jeff Marchiafava từ Game Informer cảm thấy rằng hầu hết các chế độ đều tẻ nhạt và thiếu tính độc đáo. Tuy nhiên, các nhà phê bình đánh giá cao chế độ Gardens & Graveyard ở giai đoạn cuối. Albert cảm thấy các mục tiêu tấn công ở giai đoạn cuối tăng thêm độ khó. Denton hoan nghênh nó vì tính sáng tạo và yêu cầu của nó đối với tinh thần đồng đội và sự phối hợp của người chơi, trong khi Cooper chỉ ra quy mô lớn chínhlà một trong những thế mạnh. Mike Wehner của Joystiq thất vọng vì Chế độ Boss không nâng cao trải nghiệm của trò chơi do tác động quá ít.

### Doanh thu
Garden Warfare là trò chơi bán lẻ bán chạy thứ tư tại Anh trong tuần phát hành theo Chart-Track, chỉ sau Thief, The Lego Movie Videogame và FIFA 14. Nhóm đã giành được vị trí thứ tư một lần nữa khi trò chơi phát hành cho các hệ máy PlayStation. Việc phát hành trò chơi trên nền tảng PlayStation cũng khiến nó trở thành trò chơi bán lẻ bán chạy thứ tám vào tháng 8 năm 2014 theo NPD Group. Tính đến tháng 11 năm 2015, tám triệu người chơi đã chơi trò chơi kể từ khi phát hành.

## Phần tiếp theo
Phần tiếp theo, Plants vs. Zombies: Garden Warfare 2 đã được tiết lộ tại Buổi họp báo Microsoft E3 và phát hành ngày 23 tháng 2 năm 2016 cho Microsoft Windows, PlayStation 4 và Xbox One. Một bộ truyện tranh do Paul Tobin viết, Jacob Chabot vẽ và Dark Horse Comics phát hành ngày 28 tháng 10 năm 2015; diễn ra giữa Garden Warfare và Garden Warfare 2. Trò chơi thứ ba, Plants vs. Zombies: Battle for Neighborville phát hành tháng 10 năm 2019 cho Windows, PlayStation 4 và Xbox One và tháng 3 năm 2021 cho Nintendo Switch.